# Bietjenjaure
Bietjenjaure är en sjö i Sorsele kommun i Lappland och ingår i Umeälvens huvudavrinningsområde. Sjön har en area på 0,331 kvadratkilometer och ligger 845,7 meter över havet. Bietjenjaure ligger i Vindelfjällen Natura 2000-område.

## Delavrinningsområde
Bietjenjaure ingår i det delavrinningsområde (730421-150992) som SMHI kallar för Mynnar i Överstjuktan. Medelhöjden är 775 meter över havet och ytan är 27,17 kvadratkilometer. Räknas de 2 avrinningsområdena uppströms in blir den ackumulerade arean 43,1 kvadratkilometer. Sköruvjukke som avvattnar avrinningsområdet har biflödesordning 3, vilket innebär att vattnet flödar genom totalt 3 vattendrag innan det når havet efter 363 kilometer. Avrinningsområdet består mestadels av skog (38 procent) och kalfjäll (58 procent). Avrinningsområdet har 0,38 kvadratkilometer vattenytor vilket ger det en sjöprocent på 1,4 procent.